# Polo Ralph Lauren
Polo Ralph Lauren est une marque de vêtements américaine haut de gamme fondée par Ralph Lauren en 1967.

## Histoire
Dès 1969, une boutique Ralph Lauren ouvre sur la 3e avenue à New York. En 1971, Ralph Lauren ouvre une première boutique sur la côte Ouest à Beverly Hills. Dix ans plus tard, en 1981, la marque se développe à l'international en ouvrant une boutique à Londres. Aujourd'hui, les boutiques porte-drapeau de Polo Ralph Lauren se trouvent à New York, Beverly Hills, Miami, Tokyo, Londres, Paris et Milan.
En 1974, Ralph Lauren habille le casting masculin de The Great Gatsby  avec des costumes tirés de sa ligne Polo, une série de costumes et de pulls inspirés des années 1920, à l'exception du costume rose que Lauren a Conçu spécialement pour le personnage de Jay Gatsby, interprété par Robert Redford. En 1977, Diane Keaton et Woody Allen ont porté des vêtements de Lauren dans le film oscarisé Annie Hall.
En 1978, Warner-Lauren lance les premières fragrances Ralph Lauren chez Bloomingdale's. Lauren pour les femmes, et polo, le parfum pour les hommes. C'est la première fois qu'un créateur introduit deux fragrances simultanément.
Toujours ancrée dans son inspiration anglo-saxonne, la marque s'est lancée dans la décoration, avec la marque RLHome.
En 2000, la marque a lancé sa boutique en ligne et son site web sous le nom de Polo.com par RL media (une coopération entre Ralph Lauren et NBC).
En 2007, Ralph Lauren Corporation a acquis la part de NBC dans RL Media et le site web a été relancé sous le nom de Ralphlauren.com. La même année Ralph reçoit son deuxième prix décerné par le CFDA (Council of Fashion Designers of America).
Le 13 juillet 2011, le groupe de défense de l’environnement Greenpeace annonce avoir trouvé parmi des échantillons de vêtements Ralph Lauren (mais aussi chez d'autres marques comme Adidas, Lacoste, Puma, Nike), des traces d'éthoxylates de nonylphénol (un perturbateur hormonal), qui sont également rejetés dans les eaux chinoises et s’intégreraient dans la chaîne alimentaire notamment au travers des poissons.
La marque Polo Ralph Lauren est associée au groupe Richemont depuis 2011 par l'intermédiaire de la société Ralph Lauren Watch and Jewelry Company.
En 2020, Ralph Lauren corporation nomme Valerie Jarrett ancienne conseillère de l'administration Obama, au conseille d'administration.
En 2021, Ralph Lauren ouvre des boutiques virtuelles sur la plateforme Roblox, ciblant un public de 47 millions d'utilisateurs actifs quotidiens.

## Logo

Logo de Ralph Lauren.

Le logo de la marque, un joueur de polo, apparaît dès les débuts de la marque. Ralph Lauren explique : « J'aime le sport, je voulais ce symbole. J'étais fan de baseball mais ça n'aurait pas collé. Je voulais un sport plus stylé. Avec le polo, je pensais au play-boy dominicain Porfirio Rubirosa, collectionneur de femmes illustres, qui nous faisait envie. Je n'avais jamais joué au polo mais l'image de ce sport correspondait à ce qui me faisait rêver. Les chevaux, le côté play-boy, athlétique, esthétique, romantique... ».

## Produits

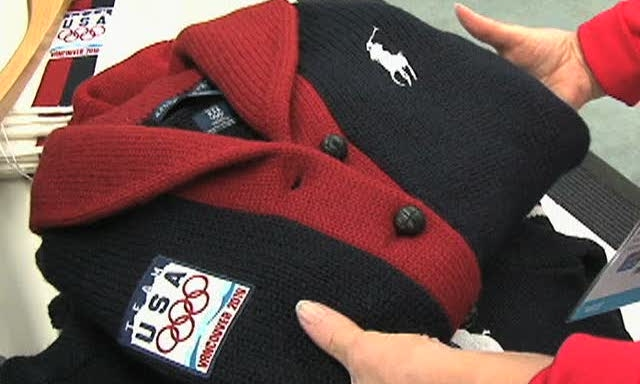
Un cardigan Polo Ralph Lauren de l'équipe américaine des Jeux olympiques d'hiver de 2010 à Vancouver, Canada.

Les produits Ralph Lauren comprennent des vêtements, des accessoires, des parfums pour hommes et femmes, ainsi que des vêtements pour enfants et des articles de maison.
- Polo, parfum créé en 1978 et sorti en 1980 (1985 en Europe)

## Boutiques
En 2023, l'entreprise gère 209 magasins Ralph Lauren, incluant les boutiques RLS et PFS.
En plus de ces emplacements, des partenaires internationaux de licence exploitent 93 magasins Ralph Lauren et 42 boutiques dédiées, ainsi que 71 magasins Club Monaco.